# Nobody's Born with a Broken Heart
Nobody's Born with a Broken Heart è il secondo album in studio della cantante e attrice canadese MacKenzie Porter, pubblicato nel 2024.

## Tracce
1. Easy to Miss – 2:49
2. Young at Heart – 3:07
3. Bet You Break My Heart – 2:38
4. Pay Me Back in Change – 3:40
5. Rough Ride for a Cowboy – 2:22
6. Coming Home to You – 3:28
7. Strong Things – 3:21
8. Confession – 2:36
9. Wrong One Yet – 3:00
10. Pickup – 2:48
11. Nightingale – 3:00
12. Have Your Beer – 2:42
13. Sucker Punch – 3:20
14. Walk Away – 3:06
15. Foreclosure – 3:49
16. Less Is More – 3:39
17. Along These Lines – 2:56
18. Chasing Tornadoes – 2:57
19. Nobody's Born with a Broken Heart – 3:19